# L'Hôpital-Saint-Blaise
L'Hôpital-Saint-Blaise è un comune francese di 81 abitanti situato nel dipartimento dei Pirenei Atlantici nella regione della Nuova Aquitania.

## Società

### Evoluzione demografica
Abitanti censiti